# 阿尔高地区伊斯尼
阿尔高地区伊斯尼（德語：Isny im Allgäu，發音：[ˈɪsni ʔɪm ˈʔalɡɔʏ]）是德国巴登-符腾堡州蒂宾根行政区拉芬斯堡县的城市，面积85.39平方千米，2023年12月31日人口为15,190人。